# Orgoglio di razza
Orgoglio di razza (Foxfire) è un film del 1955 diretto da Joseph Pevney.
È un film drammatico statunitense con Jane Russell e Jeff Chandler. È basato sul romanzo del 1951 Foxfire di Anya Seton.

## Trama
Amanda, ragazza appartenente ad una famiglia ricca, resta con l'auto in panne. La aiuta Jonathan, uomo di umili origini. Nonostante la diversa estrazione sociale tra i due nasce l'amore. Il loro rapporto viene messo a dura prova ma vincerà su tutto.

## Produzione
Il film, diretto da Joseph Pevney su una sceneggiatura di Ketti Frings con il soggetto di Anya Seton, fu prodotto da Aaron Rosenberg per la Universal International Pictures e girato a Apple Valley in California e a Oatman in Arizona.

## Colonna sonora
- Foxfire - musica di Henry Mancini, parole di Jeff Chandler

## Distribuzione
Il film fu distribuito negli Stati Uniti dalla Universal Pictures. con il titolo Foxfire a partire dal 13 luglio 1955.
Altre distribuzioni:
- in Finlandia il 5 agosto 1955 (Ole aina luonani)
- in Belgio il 9 settembre 1955 (De dorst naar liefde e La soif d'aimer)
- in Australia il 17 novembre 1955
- in Francia il 30 dicembre 1955 (La muraille d'or)
- in Portogallo il 1º febbraio 1957 (Preciso do teu Amor)
- in Germania il 9 dicembre 1993 (Goldenes Feuer, in TV)
- in Grecia (Flogismena kormia)
- in Brasile (Sangue de Mestiço)
- in Italia (Orgoglio di razza)

## Critica
Secondo il Morandini il film è "un melodramma coniugale con risvolti avventurosi, adatto soprattutto al pubblico femminile".